# Anders Christer-Nilsson
Julius Anders Christer-Nilsson, född den 12 april 1859 i Vallkärra församling, Malmöhus län, död den 2 februari 1933 i Karlskrona, var en svensk läkare.
Christer-Nilsson avlade filosofie kandidatexamen vid Lunds universitet 1881,  medicine kandidatexamen där 1888 och medicine licentiatexamen 1892. Han förordnades att uppehålla den med extra ordinarie professuren i praktisk medicin och pediatrik förenade undervisningsskyldighet i Lund 1893 och var därefter extra läkare i Skurups, Eslövs och Båstads distrikt, extra provinsialläkare i Båstad samt badläkare där. Christer-Nilsson blev förste provinsialläkare i Blekinge län 1909. Han innehade statens resestipendium för att bedriva hygienisk studier i Berlin 1907, företog en studieresa till Köpenhamn för studier i bakteriologi och hygien 1910 och var tillförordnad avdelningschef i medicinalstyrelsen 1915. Ribbing publicerade uppsatser av populärvetenskapligt och medicinskt innehåll (allmän folkhygien, tuberkulos och barnavård), i Hygienisk revy med flera tidskrifter, Om epidemisjukvård i Blekinge läns landsbygd (1913), Om dispensärverksamhet (folkskrift, 1913), Beitrag zur Kenntnis von Paratyphus-B. (1914), Om barnavårdsfrågan (1914) och Bostadens hygien (1926). Han blev riddare av Nordstjärneorden 1920.